# Anilocra hedenborgi
Anilocra hedenborgi is een pissebed uit de familie Cymothoidae. De wetenschappelijke naam van de soort is voor het eerst geldig gepubliceerd in 1887 door Carl Erik Alexander Bovallius.